# Université des Affaires étrangères de Chine
L'Université des Affaires étrangères de Chine (UAEC; chinois : 外交学院 ; littéralement « Académie de la diplomatie ») est une université publique de service extérieur située à Pékin, en Chine. Elle est affiliée au ministère des Affaires étrangères. L'institut fait partie du programme « Construction double de première classe ».
Depuis sa fondation, plus de 300 ambassadeurs et des milliers de diplomates de haut rang ont été parmi les anciens étudiants de la UAEC, ce qui lui a valu la réputation de « berceau de la diplomatie chinoise ». La UAEC compte actuellement deux campus. Le premier a ouvert ses portes en 1956 ; le second en 2012.
L'université possède deux campus à Pékin : le nouveau campus de Zhanlanguan Rd (展览馆校区) à Xicheng et le campus Shahe (沙河校区) à Changping.

## Histoire
L'Université des affaires étrangères de Chine a été fondée en 1955 sur les conseils du Premier ministre de l'époque, Zhou Enlai, et est affiliée au ministère des Affaires étrangères (l'université ne doit pas être confondue avec l'Université des relations internationales, également à Pékin). Le prédécesseur de la UAEC était le département de diplomatie de l'Université Renmin de Chine. Le vice-Premier ministre et ministre des Affaires étrangères de Chine, Chen Yi, a été le président de l'université de 1961 à 1969. L'université a été forcée de fermer pendant les années de la Révolution culturelle. Elle a rouvert en 1980 sous les auspices de Deng Xiaoping. La plupart des anciens présidents de la UAEC sont des ambassadeurs. Le président actuel est Wan Fan (王帆), spécialiste des relations internationales, et son secrétaire du parti est Qi Dayu. Avant 2005, l'université s'appelait le Collège des affaires étrangères en anglais.

## Cours
Les cursus proposés comprennent les langues étrangères (anglais, français et japonais), la politique étrangère, la politique et les relations internationales, la diplomatie, le droit international et l'économie. L'université délivre des licences, des masters et des doctorats. L'Université des Affaires étrangères de Chine propose également des formations courtes destinées aux fonctionnaires chinois et aux diplomates étrangers.
La UAEC, en collaboration avec le Centre de sécurité de l'Asie de l'Est, a organisé le Forum et la Conférence sur la sécurité de l'Asie de l'Est (FCSAE) en 2001. Parmi les intervenants au symposium du FCSAE figurent des universitaires, des responsables gouvernementaux, des ambassadeurs, de hauts responsables du Parti communiste chinois et de l'Armée populaire de libération chinoise. Le FCSAE accueille des universitaires étrangers, des représentants de gouvernements et d'armées étrangers, ainsi que des représentants d'organismes et d'entreprises internationaux.

## Modélisation des nations unies
| - Campus Zhanlanlu - Entrée du campus Shahe - Statue commémorative de Zhou Enlai et Chen Yi |

Le Modèle des Nations Unies (MUN) est l'activité étudiante la plus réputée de la UAEC. Le 3 juin 1995, la UAEC a organisé la première Conférence du Modèle des Nations Unies. Il s'agissait de la première du genre organisée en Chine et à laquelle ont participé des étudiants chinois.
En 2002, en collaboration avec l'Association chinoise pour les Nations Unies, l'UAEC a organisé la première Conférence du Modèle des Nations Unies de Pékin (BMUN, rebaptisée Beijing International Model United Nations (BIMUN) depuis 2017). Il s'agissait de la première MUN interuniversitaire en Chine, et elle a ensuite été classée parmi les trois MUN universitaires les plus prestigieux.
En 2004, l'UAEC a de nouveau coopéré avec l'Association chinoise pour les Nations Unies et a accueilli la première Conférence du Modèle des Nations Unies en Chine (CNMUN).

## Critiques et avis
- Le 1er juillet 2008, dans son discours prononcé à l'université, Ban Ki-moon, alors secrétaire général de l'ONU, a salué l'UAEC comme « le berceau de la diplomatie chinoise ; une institution qui s'est fermement établie comme un forum de référence pour des discussions actives et interactives sur les questions concernant la Chine et son rôle croissant au sein de la communauté internationale »[6].
- Le 29 avril 2009, l'ancien président français Jacques Chirac a qualifié l'UAEC d'« institut d'enseignement supérieur qui forme les meilleurs talents pour la diplomatie chinoise »[7].
- L'ambassadeur des États-Unis en Chine, Gary Faye Locke, a salué l'UAEC comme « l'incubateur chinois des talents diplomatiques » lors de la cérémonie d'ouverture du programme conjoint de formation américano-chinois destiné aux diplomates afghans à l'UAEC[8].

Ces dernières années, l'UAEC a été critiquée pour avoir accordé une importance excessive à l'étude des langues étrangères au détriment de la formation et de l'éducation diplomatiques, et certains considèrent de nombreux fonctionnaires chinois des affaires étrangères comme de simples traducteurs ou interprètes.

## Scandales et rivalités
En 2013, une enquête approfondie menée par la Cour des comptes de la RPC a révélé des manquements à la réglementation dans le cadre des marchés publics du ministère des Affaires étrangères, portant sur plus de 52 millions de RMB. Parmi ces manquements, environ 38 millions de RMB étaient liés à la construction du nouveau campus de l'UAEC à Shahe.
L'UAEC a formé de nombreux hauts fonctionnaires diplomatiques et se présente fièrement comme « le berceau de la diplomatie chinoise ». Cependant, ayant formé des centaines d'ambassadeurs chinois, l'Université des langues étrangères de Pékin (ULEP) se considère également comme « le berceau de la diplomatie chinoise ». La rivalité entre les étudiants des deux universités perdure.